# Raffica a ventaglio

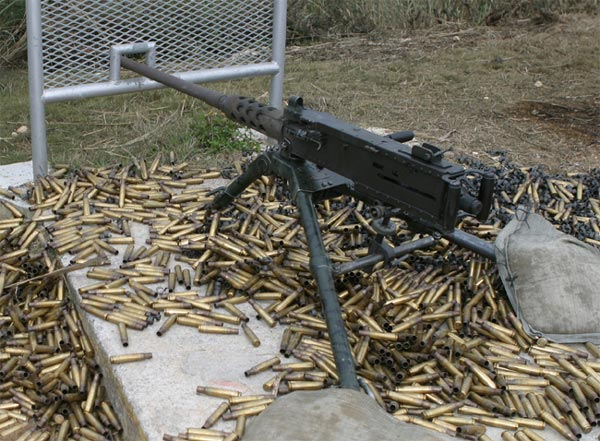
Mitragliatrice Browning M2 circondata dai bossoli dopo un prolungato utilizzo.

La raffica a ventaglio è una tecnica che consiste in una rotazione ripetitiva della mitragliatrice atta ad aumentare la zona colpita dal singolo mitragliere.
Utilizzata soprattutto con mitragliatrici dotate di caricatori a nastro quali M-60, MG 42 e le calibro 30 è necessaria per aumentare le probabilità di colpire il nemico nel caso che questa sia in rapido spostamento o, addirittura, nascosto agli occhi del tiratore.
In guerra viene utilizzata anche come ultima risorsa per tentare di eliminare un potenziale tiratore scelto di cui è ignota la posizione, nonostante ciò risulti molto difficile anche con la raffica a ventaglio.

## Vantaggi
- maggiore possibilità di colpire un nemico nascosto;
- il fuoco di copertura è utile per impedire o rallentare i movimenti del nemico, creando una sorta di "muro di proiettili" che congela l'iniziativa.

## Svantaggi
- consumo elevatissimo di proiettili;
- rischio inutile di colpire bersagli estranei come civili o soldati alleati;
- surriscaldamento elevato dell'arma, in quanto questa tecnica richiede un fuoco lungo e continuo;
- impossibilità di mirare con precisione un bersaglio.